# Château d'Innis Chonnell

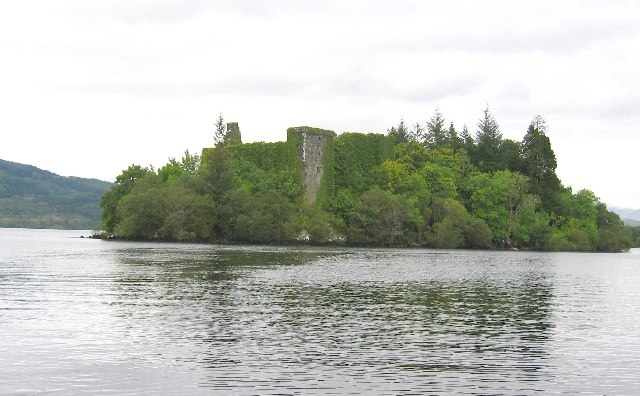
Innis Chonnell

Le château d'Innes Chonnel est un château du XIIIe siècle aujourd'hui en ruines situé sur une île du Loch Awe près de Dalavich, en Écosse. C'était une forteresse du Clan Campbell.